# Odisseu
|  | «Ulisses» redirigeix aquí. Vegeu-ne altres significats a «Ulisses (novel·la)». |

En la mitologia grega, Odisseu (grec antic: Ὀδυσσεύς, Odysseus, llatí: Ulixes) fou un heroi, rei d'Ítaca, conegut pel seu enginy i astúcia. Era fill de Laertes i Anticlea. Els autors coincideixen en el nom del seu pare i de la seva mare, i aquesta és la versió que dona l'Odissea, però en els seus avantpassats més llunyans hi ha discrepàncies. Per part del seu pare, el seu avi és Arcisi, segons l'Odissea, però Arcisi és tan aviat fill de Zeus i d'Euriòdia com de Cèfal o de Cileu, fill del mateix Cèfal. Per la banda materna, l'Odissea diu que el seu avi era Autòlic, i el seu besavi Hermes. Però una tradició explicava que Anticlea abans de casar-se amb Laertes fou amant de Sísif, i Odisseu seria fill d'aquest heroi. Hi ha una altra tradició relacionada amb aquesta que explica que el nom d'Odisseu li va ser posat per Sísif, i que voldria dir 'odiat per molta gent', tal com ho era ell mateix. En efecte, «ὀδύσσομαι» (odýssomai) és un verb que significa 'ser odiós'.
Odisseu estava casat amb Penèlope era pare de Telèmac. És l'heroi de l'Odissea de l'autor grec Homer i un dels personatges principals de la Ilíada, del mateix autor. En la mitologia romana se'l coneix com a Ulisses.

## Joventut
Una tradició assegura que Odisseu fou deixeble, igual que tants altres herois grecs, del centaure Quiró. Va viatjar molt. El trobem en companyia del seu avi matern Autòlic, assistint a la muntanya del Parnàs a la cacera d'un porc senglar que el fereix i li deixa una cicatriu en un genoll, per la qual, molts anys després, hauria de ser reconegut al seu retorn a Ítaca acabada la Guerra de Troia i allunyat de la pàtria a causa d'un llarg periple. Va a Messènia per reclamar una compensació pel robatori d'unes ovelles. A Lacedemònia rep d'Ífit, a canvi d'una espasa i una llança donades com a present d'hospitalitat, l'arc d'Èurit, amb el qual haurà de matar els pretendents de Penèlope. En arribar a l'edat adulta, Laertes li lliura el regne amb totes les seves riqueses i Odisseu s'encarrega de reconstruir casa seva. Ric en terres i bestiar, adquireix fama per la seva hospitalitat i el seu respecte als déus, especialment a Zeus i Atena. Va acudir, atret per la bellesa d'Helena, com un pretendent més al palau de Tindàreu, però, en adonar-se de les escasses possibilitats que tenia d'aconseguir-la, decidí demanar Penèlope, filla d'Icari i neboda de Tindàreu. Per assegurar-se la seva ajuda en aquest propòsit, li aconsellà que obligués tots els pretendents d'Helena a jurar que respectarien l'elecció d'ella i que defensarien l'elegit contra qualsevol greuge, evitant així disputes ulteriors que podrien ser funestes per al mateix rei. Tindàreu, en compensació, va obtenir per a Odisseu la mà de Penèlope. En algunes versions, però, s'assegura que Odisseu aconsegueixi Penèlope en vèncer en una cursa pedestre.

## Guerra de Troia
Quan es va conèixer que Helena havia escapat amb Paris, Menelau, el seu espòs, demanà ajuda contra Paris. Odisseu, tot i el jurament que havia fet, no estava gaire disposat a anar a la guerra. Alguns poemes posteriors al cicle homèric expliquen que Odisseu s'havia fet passar per boig per no haver de participar en l'expedició. Agamèmnon i Palamedes van anar-lo a buscar, i aquest últim descobrí l'engany. D'aquí prové l'odi d'Odisseu contra Palamedes. En veure's descobert, Odisseu accepta anar a la guerra, i s'implica en la causa dels atrides. Va acompanyar a Delfos Menelau, per tal de consultar l'oracle i, segons algunes tradicions, anà amb ell a Troia una primera vegada per reclamar Helena. Buscà Aquil·les, la presència del qual era imprescindible per al bon èxit de la guerra segons el destí. Després de cercar-lo molt, el trobà a Esciros, a la cort del rei Licomedes, amagat al seu harem disfressat de dona. També va anar a Xipre, a la cort de Cínires, com a ambaixador dels atrides.
Durant la primera expedició a Troia que va acabar amb el desembarcament a Mísia (i que ignoren els poemes homèrics), Odisseu no hi jugà cap paper, només va interpretar allò que havia dit l'oracle referent a la curació de Tèlef «per l'autor de la ferida». L'oracle es referia a la llança, no a Aquil·les, que era qui l'havia ferit.

### Ilíada
Al text del poeta grec Homer, Odisseu participa amb els altres pobles grecs en la conquesta de Troia per rescatar la bella Helena, dona de Menelau. És en la segona expedició a Troia quan Odisseu juga el seu paper. Segons el Catàleg de les naus, condueix a Troia un contingent de dotze naus. Forma part del consell de cabdills i se'n considera un dels més il·lustres. Quan anava cap a Troia accepta el desafiament de Filomelides, rei de Lesbos, i el va vèncer i matar. En tradicions posteriors, aquesta lluita es converteix en un assassinat, comès amb ajuda de Diomedes, el seu company d'aventures. Quan els herois grecs passaven per Lemnos, Odisseu es barallà amb Aquil·les. Odisseu lloava la prudència i Aquil·les posava la bravesa per damunt de tot. Agamèmnon, a qui un oracle havia predit que guanyaria la guerra quan els herois grecs es barallessin entre si, va veure pròxima la victòria. A Lemnos, per consell d'Odisseu, van abandonar Filoctetes.
Durant el setge de Troia, Odisseu sempre es mostrà molt valent i un conseller eficaç. En totes les missions en què es requeria habilitat oratòria trobem Odisseu. En la Ilíada és el responsable de l'ambaixada a Aquil·les quan Agamèmnon es vol reconciliar amb ell. Havia conclòs un armistici amb els troians, organitzà el combat singular entre Paris i Menelau; feu callar Tersites en l'assemblea de soldats. Algunes tradicions posteriors, i l'Odissea, hi afegeixen diversos episodis. Va anar d'ambaixador a veure Anios perquè li deixés les seves filles i aconseguir l'avituallament de l'exèrcit. Anà a buscar Filoctetes quan Helen, fet presoner, va revelar que les fletxes d'Hèracles eren imprescindibles per guanyar la guerra. Anà a Esciros a convèncer Neoptòlem a participar en la guerra. Se li atribueixen també casos d'espionatge, alguns poc honorables, com el robatori del cavalls de Resos, o les intrigues que van acabar amb la mort de Palamedes, a qui acusà falsament de traïdor. També fou l'inspirador de la construcció del cavall de fusta. Abans havia entrat a Troia fent-se passar per desertor, i havia convençut Helena de trair els troians. També es barallà amb el Gran Àjax per l'armadura d'Aquil·les.
En la Guerra de Troia realitzà nombroses proeses. Matà Democoont, Cèran, Alàstor, Cromi, Alcandre, Hali, Noèmon, Prítanis, Pitides, Molíon, Hipòdam, Hipèroc, Deiopites, Toó, Ènnom, Quersidamant, Càrops i Socos. Va protegir Diomedes quan el van ferir. Comandà el destacament amagat dins del cavall de fusta, i posà els seus companys en guàrdia quan Helena, vora el cavall, imitava les veus de les seves dones. Va acompanyar Menelau en la recerca d'Helena, i quan aquest matà Deífob, va impedir que matés també la seva dona. També va salvar un dels fills d'Antènor, Helicàon.
L'episodi del cavall de fusta l'amplià Virgili en l'Eneida. Les tropes gregues van retirar-se de la plana, i van deixar només un gran cavall de fusta davant les portes de la ciutat. Els habitants de Troia, en veure el cavall, van pensar que era un regal dels déus i l'introduïren dins de Troia. A la nit, els soldats amagats van sortir i van obrir les portes de la ciutat, de manera que van permetre que l'exèrcit grec envaís la ciutat. La frase "Timeo Danaos et dona ferentes" (tem els grecs fins i tot si porten obsequis), de Virgili, ha esdevingut una frase feta per indicar regals enverinats.

### Odissea
Però el mite pel qual és més conegut Odisseu és el seu llarg viatge de tornada a casa un cop acabada la Guerra de Troia. Aquest viatge va durar vint anys i estigué ple de perills i aventures. N'hi ha dues versions del final:
- la versió més antiga conta que en els seus intents de tornar a l'illa d'Ítaca, hagué de passar per un munt d'aventures i contratemps que van allargar el viatge fins a deu anys. En arribar a Ítaca, la seva dona Penèlope tenia quinze pretendents. Odisseu marxa cap Etòlia disgustat fins que, al cap de deu anys més, torna a casa. En baixar del vaixell, el seu fill Telèmac el confon amb un pirata i el mata.
- la segona versió és la història narrada per Homer en el seu poema èpic l'Odissea: durant el viatge, fou castigat per Posidó per haver tret l'ull al seu fill, el ciclop Polifem. Hagué de passar moltes altres aventures marines però finalment va poder arribar a Ítaca. Allà lluita contra els pretendents, als quals va vèncer sense dificultat, començant per Antínous, que havia gosat beure al seu calze, seguit immediatament per Eurímac.

## Influència posterior
La Ilíada i la Odissea han influït poderosament en la cultura occidental. Alguns passatges de la història s'han incorporat al folklore popular, i nombrosos autors han incorporat a Ulisses / Odisseu en obres literàries, de teatre, historieta, cinema i televisió.
- En el Àiax, de Sòfocles, es narra com, a la mort d'Aquil·les, Odisseu hereta les seves armes. En la disputa per tan preuat trofeu preval sobre Àiax Telamoni, principal guerrer dels grecs mentre Aquil·les va estar fos de la batalla. Això no sols simbolitza la importància del personatge, sinó el canvi del paradigma d'heroi i, per tant, de valors. L'heroi principal ja no és el guerrer més valent i esforçat, qui més es destaca en la batalla, sinó el més intel·ligent, el que és capaç d'obtenir majors resultats amb menors sacrificis.

- La comèdia de Pedro Calderón de la Barca El mayor encanto, Amor o El mayor hechizo, Amor se centra en les peripècies d'Ulisses i la seva tripulació a l'illa de la maga Circe.

- A La Divina Comèdia Odisseu i Diomedes comparteixen un flamíger càstig en el vuitè sac on són castigats per haver professat astuts i fraudulents consells sense reparar en cap equitat. I, sobretot, perquè no va romandre en Ítaca sinó que es va fer de nou a la mar, franquejant fins i tot les columnes d'Hèrcules, fins que una immensa ona els enfonsa. És una prova més de la poca estima de l'Edat mitjana per Ulisses. Només en el Renaixement es coneixerà la Odissea en el text original grec i començarà un redescobriment d'Ulisses. Una mostra d'això es troba en el fet que en Els Lusíades de Luís de Camões s'atribueix a Ulisses la fundació de Lisboa.

- James Joyce va donar el nom llatí d'Odisseu al seu Ulisses, on retrata al llarg d'un dia complet de vint-i-quatre hores la vida del Dublín de 1904, però la connexió amb l'epopeia d'Homer en aquesta difícil novel·la irlandesa és encara avui inextricable i subjecta només a conjectures, ja que aparentment no hi ha cap connexió argumental o de plantejament entre totes dues obres, més enllà de la coincidència de noms i del fet que ambdues tenen com a tema central els successos del protagonista.

- L'italià Giovanni Pascoli inclou en una de les seves obres un llarg poema titulat L'ultimo viaggio, en què es veu a Ulisses tornant a fer-se a la mar fins a morir.

- D'altra banda, el grec Konstandinos Kavafis escriu un important poema, Ítaca, en què —dirigint-se al lector— explica que no esperi res d'Ítaca al seu torn: el viatge en si serà el més important.

- Ja en 1905, Georges Méliès va realitzar la que probablement és la primera de moltes pel·lícules de cinema sobre Odisseu: L'Île de Calypso: Ulysse et le géant Polyphème.
- En 1938, el cretenc Nikos Kazantzakis publica L'Odissea: una seqüela moderna inspirada en el relat homèric compost per 33.333 versos, que va començar a escriure en el 1924. L'obra narra els successos posteriors al retorn d'Odisseu a Ítaca.

- En 1954 es realitza Ulisses, una superproducció italoestatunidenc dirigida per Mario Camerini, amb la interpretació de Kirk Douglas com Ulisses, Anthony Quinn i Silvana Mangano. Considerada una de les millors adaptacions de l'obra i una de les primeres superproduccions del cinema europeu.

- La novel·la de 1961 Tiempo de silencio de Luis Martín-Santos reprèn les peripècies d'un Odisseu modern contades en un estil narratiu molt inspirat en l'Ulisses de James Joyce.

- En 1961, l'Opéra Ulysse ou le beau périple de Henri Tomasi.

- En 1981 es va realitzar la sèrie franc-japonesa de dibuixos animats per a televisió Ulises 31, que combinava personatges i arguments inspirats en la Odissea amb elements de viatges espacials de ciència-ficció.

- En 1969 el cantautor espanyol Joan Manuel Serrat va compondre la cançó Penélope, la qual, introduint alguns elements moderns, està inspirada en l'espera de l'esposa d'Odisseu després d'anunciar-li la seva partida, i en com ella és incapaç de reconèixer-ho després del seu retorn.

- O Brother, Where Art Thou? és una pel·lícula de comèdia-aventura realitzada pels germans Coen. Llançada l'any 2000, l'acció se situa a Mississipí en 1937, durant la Gran Depressió. La pel·lícula és una adaptació lliure de l'Odissea d'Homer, com s'esmenta en els crèdits d'inici.

- En 1997 es va realitzar la pel·lícula de televisió L'Odissea, dirigida per Andrei Kontxalovski. És protagonitzada per Armand Assante, que interpreta el paper protagonista d'Ulisses.

- En 2002 el cantautor i poeta espanyol Javier Krahe va publicar la cançó "Como Ulises" pertanyent al seu àlbum Cábalas y cicatrices. S'hi narra la història d'Ulisses, amb el rigor dels textos originals, excepte pel final, i amb matisos moderns i col·loquials propis de Krahe.

- En 2004 apareix Odisseu en la pel·lícula de Wolfgang Petersen, Troia. La pel·lícula basada en la Ilíada d'Homer relata la Guerra de Troia i també inclou material de l'Eneida, de la Odissea i de Virgili. El paper va ser interpretat pel britànic Sean Bean.